# Windthorst-Gymnasium Meppen

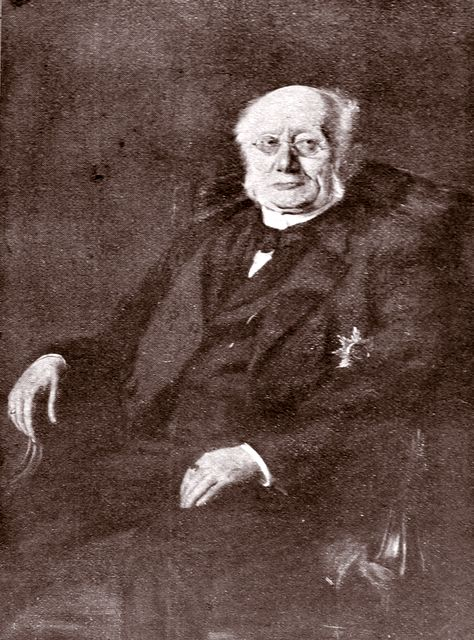
Ludwig Windthorst

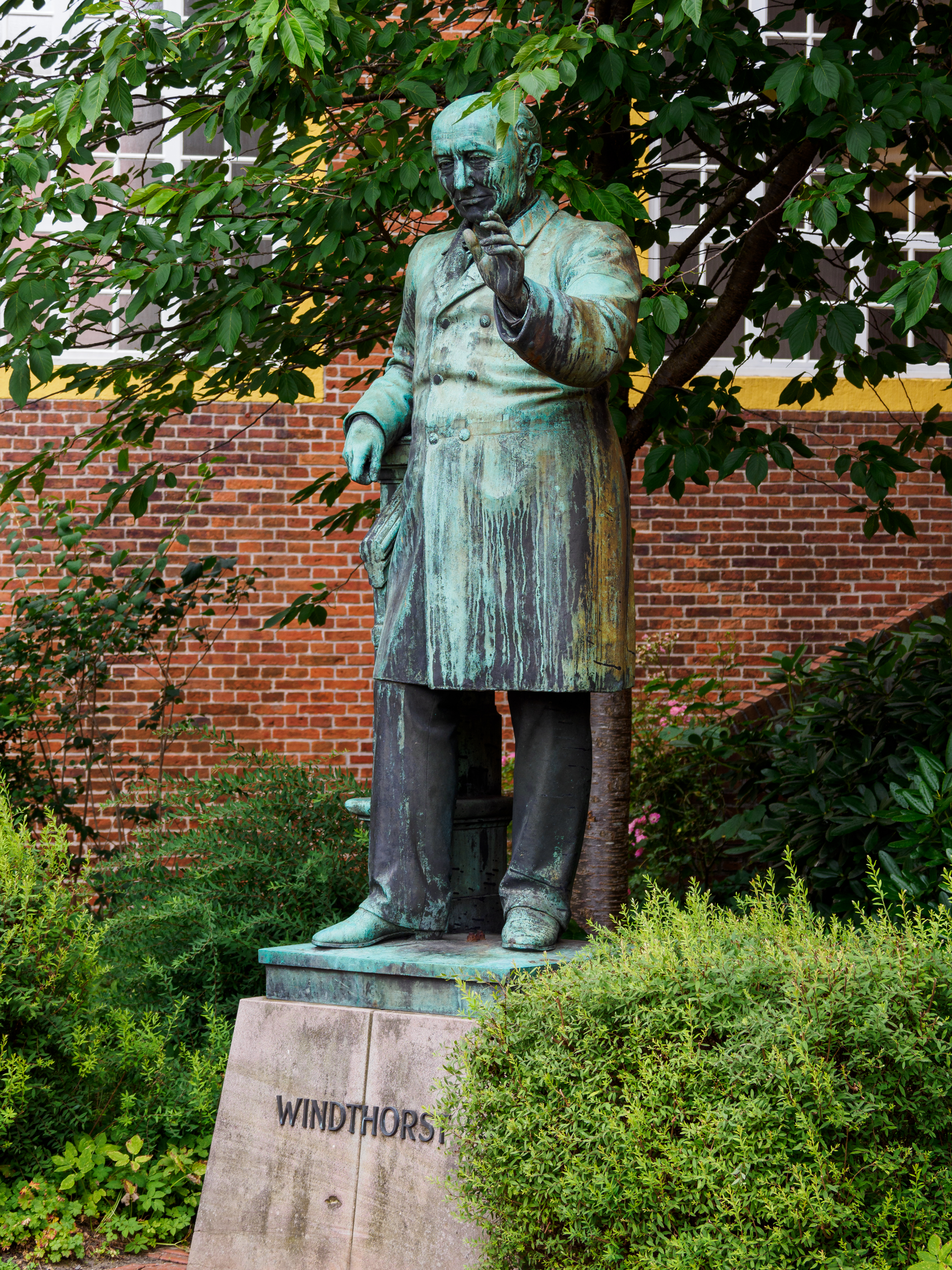
Windthorst-Denkmal

Das Windthorst-Gymnasium ist ein Gymnasium in der emsländischen Kreisstadt Meppen. Im Schuljahr 2019/2020 besuchten etwa 1050 Schüler diese Schule, davon ca. 54 % Mädchen. Die Schüler werden von 90 Lehrkräften unterrichtet. Zum Kollegium gehören zwei Fachleiter, die in der Lehrerausbildung tätig sind, und Referendare. Zwei Bundesfreiwilligendienstler unterstützen den Sportunterricht.
Die Schule ist an der Gymnasialstraße in der Altstadt von Meppen gelegen. Sie besitzt eine eigene Aula sowie zwei Sporthallen. Historisch interessant sind die zur Schule gehörende Residenz (erbaut 1642, erweitert 1726–1729) und die angrenzende Gymnasialkirche (erbaut 1743–1746). Im Garten der Residenz erhebt sich die Statue Ludwig Windthorsts, des Namensgebers des Gymnasiums. Vor dem Hauptgebäude steht die Statue von Franz von Assisi.

## Geschichte
Von Jesuiten wurde es als Gymnasium Marianum-Aloysianum 1642 gegründet. Es entstand im Zuge der Gegenreformation. Schon im 17. Jahrhundert wurde eine Bibliothek aufgebaut.
Im Jahre 1820 wurde es in Königliches Gymnasium für Jungen Meppen umbenannt und unterstand dem König von Hannover, welcher dem Gymnasium eine eigene Schulordnung gab. Das Recht, Abiturprüfungen abzunehmen, hat das Gymnasium seit dem Jahre 1833. Es galt nun als Gymnasium erster Klasse.
Von 1935 bis 1945 hieß die Schule Emslandschule und erhielt dann bis 1973 den Namen Gymnasium für Jungen Meppen, bis 1981 führte es nun den Namen Kreisgymnasium Meppen. Schließlich wurde es in Windthorst-Gymnasium Meppen benannt, wie es auch noch heute heißt. Seit dem 8. Mai 2006 darf sich die Schule zudem Europaschule nennen.
Aus der Entstehungszeit der Schule stammen noch die Jesuitenresidenz (1729) und die Gymnasialkirche (1746). Klassenraumgebäude, Aula und Turnhalle wurden Ende der fünfziger Jahre erbaut. Ende der sechziger Jahre kam ein weiteres Klassenraumgebäude hinzu. Gleichzeitig mit einem Fachraumgebäude wurde 1976 die Großturnhalle in Betrieb genommen. 2010 konnte ein neues Fachraumgebäude für die Naturwissenschaften und das Fach Kunst als prämiertes Passivhaus eingeweiht werden. Es enthält außerdem eine moderne Mediathek, einen großen Versammlungsraum und eine einladend gestaltete Mensa, die einen Kioskbetrieb und mittags auch warme Speisen für die Schüler bereithält. In der Mensa haben die Schüler auch die Möglichkeit, Billard oder Kicker zu spielen. Alle älteren Unterrichtsgebäude der Schule wurden in den letzten Jahren energetisch saniert und optisch und technisch auf den neuesten Stand gebracht. Neu gestaltete Schulhöfe laden die Schüler in den Pausen zu vielfältigen Aktivitäten ein. Insgesamt wurden über 10 Millionen Euro investiert.

## Förderung im MINT-Bereich

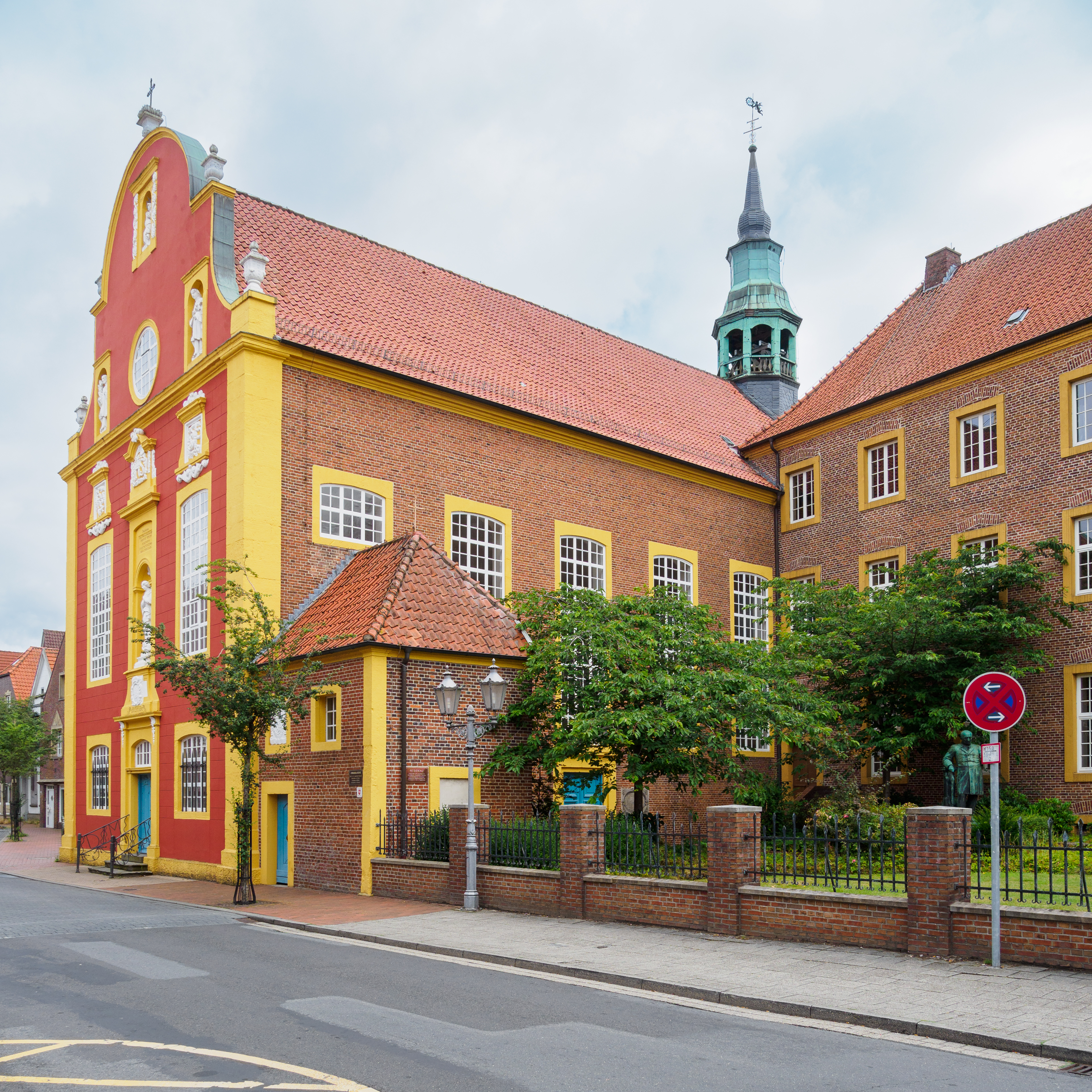
Gymnasialkirche

Das Windthorst-Gymnasium Meppen ist eine „Leuchtturm-Schule“ im nationalen Excellence-Schulnetzwerk MINT-EC. Durch die Mitgliedschaft kann das Windthorst-Gymnasium besonders engagierten Schülern das MINT-EC-Zertifikat ausstellen, welches bei der Arbeits- und Studienplatzsuche im MINT-Bereich erhebliche Vorteile bringen kann. Um Mitglied in diesem Netzwerk zu werden, sind zahlreiche Förder- und Fordermöglichkeiten für die Schüler notwendig. So gibt es am Windthorst-Gymnasium zahlreiche Projekte mit regionalen Unternehmen und der Hochschule Lingen. Beispielsweise existiert ein einwöchiges „MINT-Camp“ mit zahlreichen anderen emsländischen Gymnasien, emsländischen Firmen und der Hochschule Lingen.
Des Weiteren wird in den Jahrgängen 5./6. ein MINT-Profil angeboten und in den Jahrgängen 7–10 ein zweistündiges MINT-Wahlfach. Im Wahlfach wechselt das fächerübergreifende Themenprogramm halbjährig und beinhaltet beispielsweise Themen aus der „Bionik“, „Roboterbau und -programmierung“, Makromoleküle oder „3D-Druck“. Dies ist oft mit Exkursionen zu Firmen in der Umgebung und anderen außerschulischen Lernorten verbunden.
Außerdem nehmen Teilnehmer des Windthorst-Gymnasiums an einer Vielzahl verschiedener Wettbewerbe teil. Beispielsweise an den Wettbewerben „Schüler experimentieren“, „Jugend forscht“, „First Lego League“ mit Qualifikation und Teilnahme an den Weltmeisterschaften in den USA 2014 und „Chemie Olympiade“ mit einem Schulpreis für „kontinuierliche Förderung“ 2015/16 und als „beste Schule in Niedersachsen“ 2016/17 und 2017/18.
In der Sekundarstufe II werden alle Naturwissenschaften und Mathematik in Kursen auf erhöhtem und grundlegendem Niveau angeboten. Außerdem gibt es jedes Jahr ein MINT-Seminarfach, wie „Elektrotechnik“, „Arduino-Programmierung“ oder „Chemie im Alltag“. Zudem wird jährlich ein „Wissenschaftstag“ veranstaltet, an dem Referenten aus Fachhochschulen und Universitäten ihr Arbeitsgebiet vorstellen.

## Partnerschaften
Das Windthorst-Gymnasium unterhält Partnerschaften mit Schulen in Frankreich, den Niederlanden, Polen, Italien und Tansania. Hervorzuheben ist der langjährige Schüleraustausch mit dem Collège André Streinger in Douai.

## Auszeichnungen
- MINT-EC-Schule[1]
- Europaschule (Deutschland)
- Sportfreundliche Schule
- Schule ohne Rassismus – Schule mit Courage
- Pilotschule im Projekt HPI Schul-Cloud
- Gütesiegel „Startklar für den Beruf – Weser-Ems macht Schule“ 2017[11]

## Bekannte Schüler
- Tonio Bödiker (1843–1907), Beamter und Präsident des Reichsversicherungsamtes
- Wilhelm Guddorf (1902–1943), Journalist und Widerstandskämpfer im Dritten Reich
- Gerhard Henschel (* 1962), Schriftsteller
- Hermann Lause (1939–2005), Film- und Theaterschauspieler
- Werner Müller (1946–2019), Bundeswirtschaftsminister (1998–2002)
- Reinhold Schaffrath (* 1946), Schauspieler, Sänger, Theaterwissenschaftler und Regisseur
- Ferdinand Schöningh (1815–1883), Verleger und Buchhändler[12]
- Albert Trautmann (1867–1920), Apotheker und Schriftsteller
- Emil Russell (1835–1907), Jurist

## Bräuche
Bis zum Jahre 2002 war es am Windthorst-Gymnasium Brauch, dass die Abiturienten einen sogenannten Abiumzug veranstalteten. Dazu wurde von allen Abiturienten zu einem gewählten Thema Figuren gebaut, die Gebäude geschmückt, T-Shirts bedruckt und eine Abizeitung erstellt. Nach einem Vormittag mit Spielen und Musikunterhaltung durch eine Band gab es dann den Umzug durch die Stadt (bis 1996) zum Gymnasium Marianum.
Im Jahre 2002 wurde erstmals eine öffentliche „Abi-Feier“ auf der Schülerwiese veranstaltet. Unter dem Motto Stars on Stage wurde an einem Tag nach den Abiturprüfungen verschiedene Bands aus dem norddeutschen Raum von den Meppener Abiturienten eingeladen. Die nachfolgenden Jahrgänge haben die Praxis einer jährlichen Veranstaltung aufgenommen und weitergeführt. Im Jahr 2004 wurde diese Veranstaltung dann als „Rock unter Linden“ gemeinsam mit dem jeweiligen Abiturjahrgang des Gymnasiums Marianum, ebenfalls in Meppen, durchgeführt. In den Jahren 2006 bis 2014 fand diese Veranstaltung jährlich statt, und seit 2012 beteiligt sich auch das Berufliche Gymnasium Wirtschaft und Technik. Die steigenden Besucherzahlen sorgten für härtere Auflagen der Stadt Meppen an „Rock unter Linden“ wie ein neues Sicherheitskonzept und sorgten für Kosten, die die drei Abijahrgänge allein durch Sponsoren, Bändchenverkauf und Bierverkauf nicht finanzieren konnten und deshalb die Organisation einstellten.
Die Idee einer von Abiturienten organisierten Musikveranstaltung wurde von einer bekannteren traditionellen Veranstaltung in der Nachbarstadt Lingen in Teilen übernommen. Das dortige „Abifestival“ findet bereits seit dem Jahr 1981 statt.

## Bildergalerie

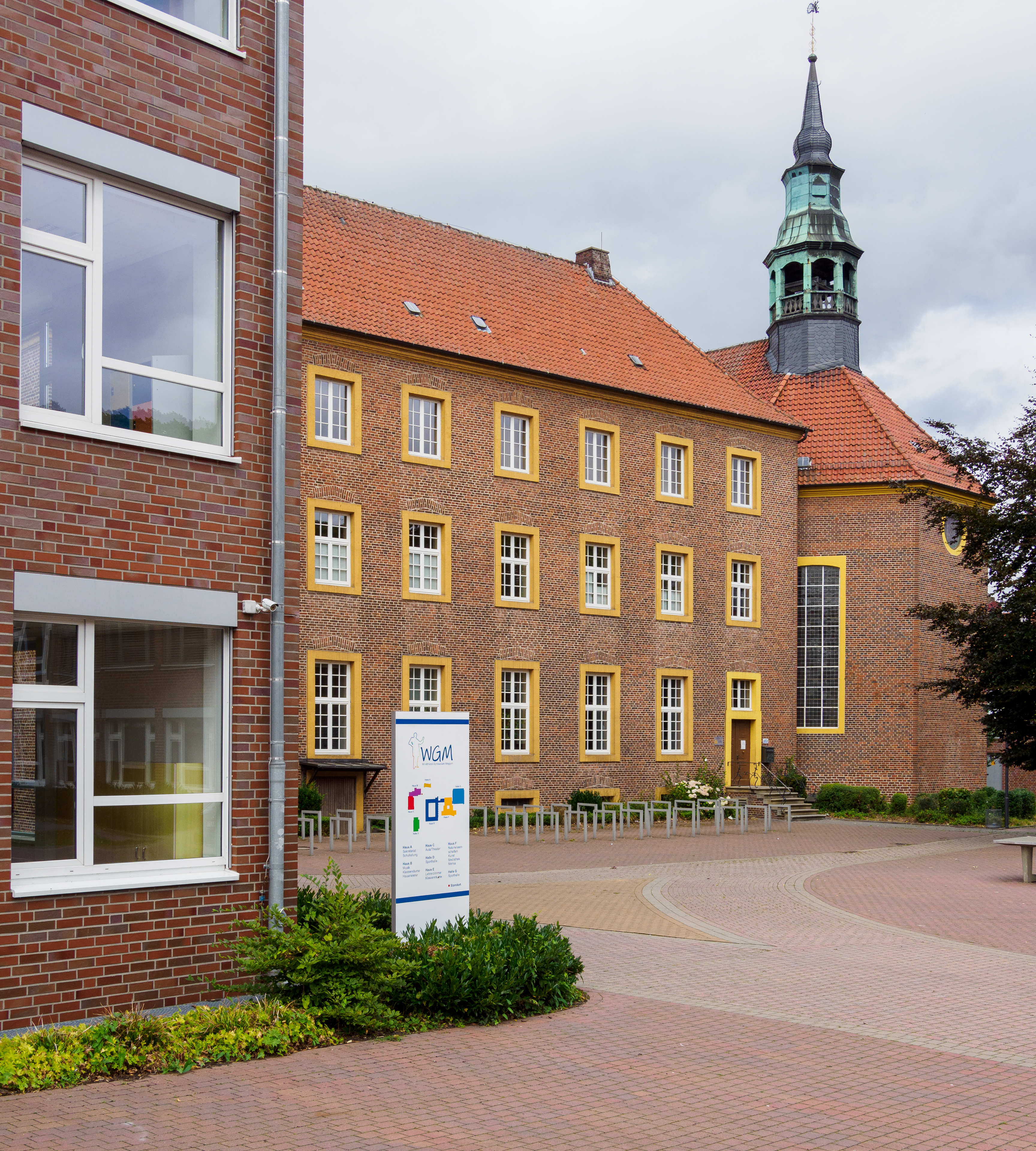
Windthorst Gymnasium mit Kirche
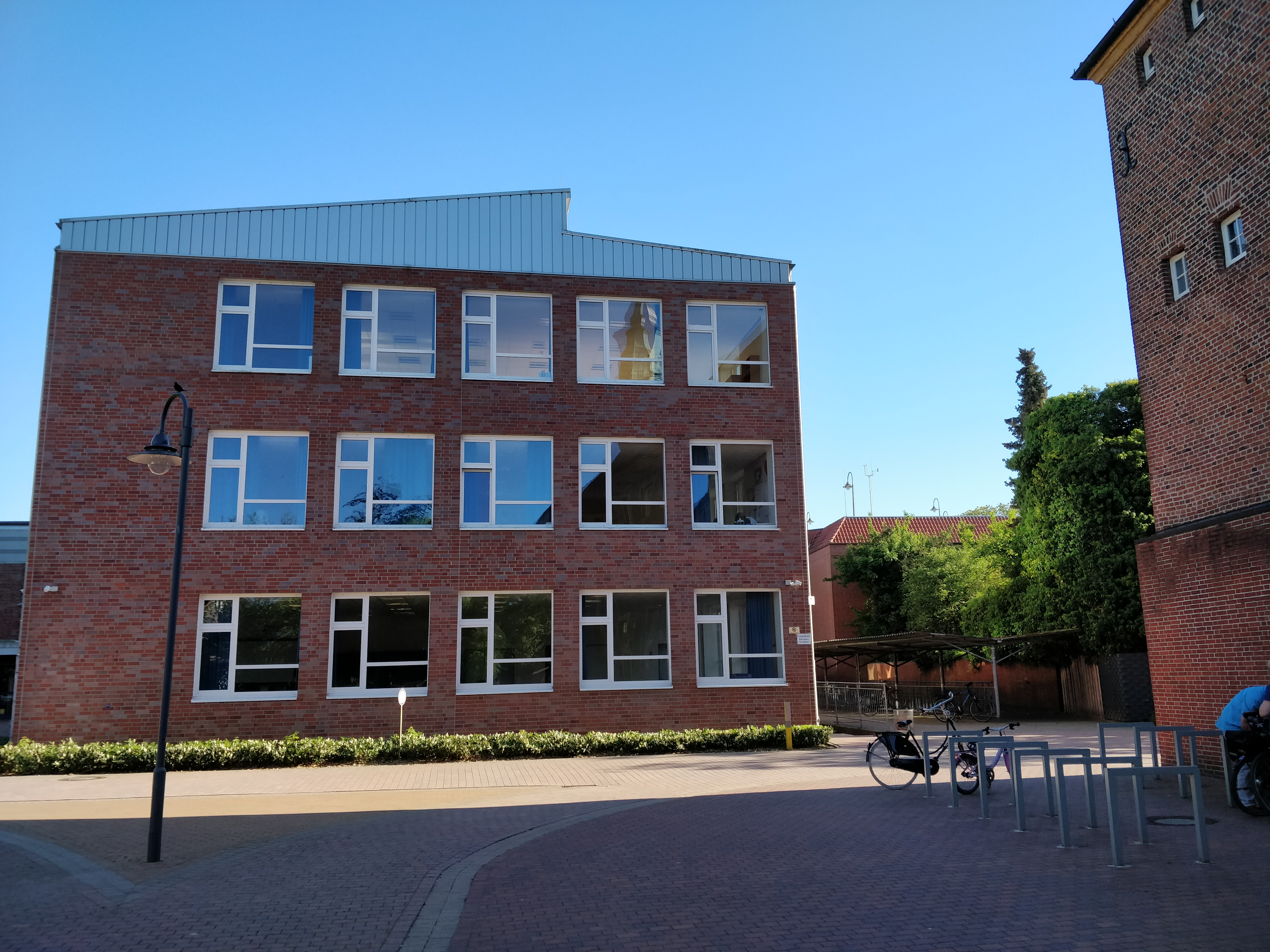
Gebäude B mit Räumen für Musik und Seminare
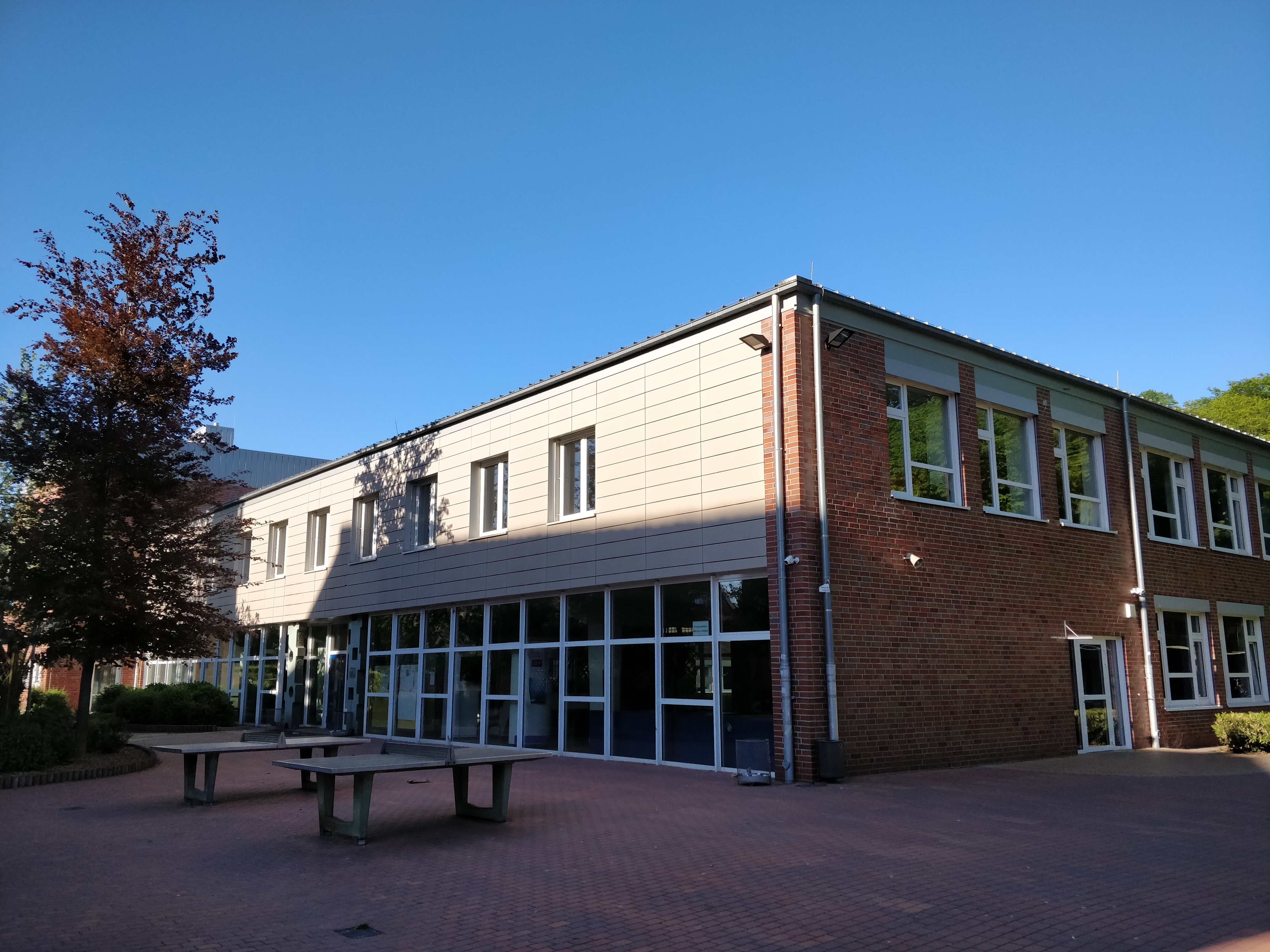
Gebäude E mit Klassenräumen und Lehrerzimmer
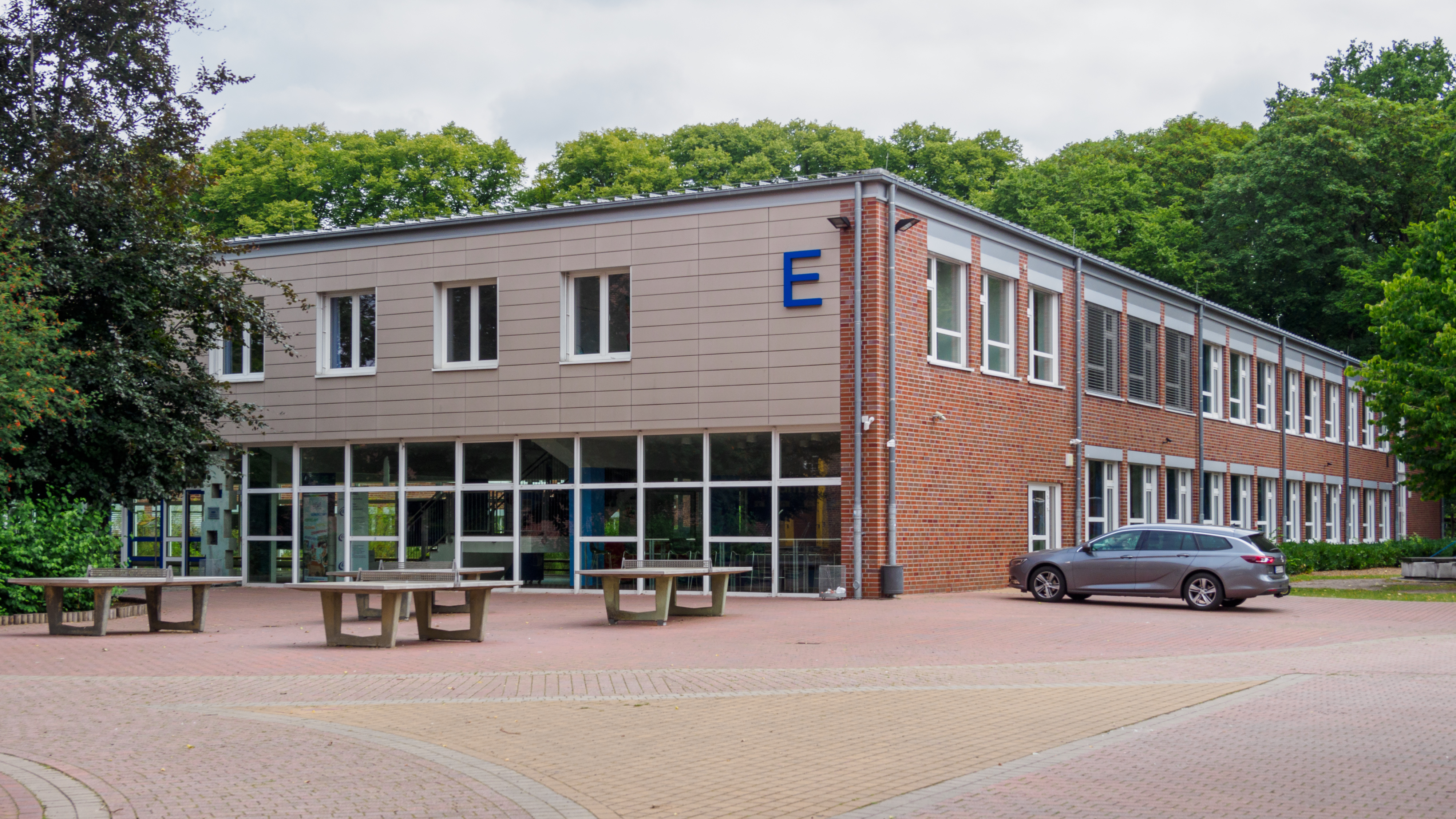
Gebäude E
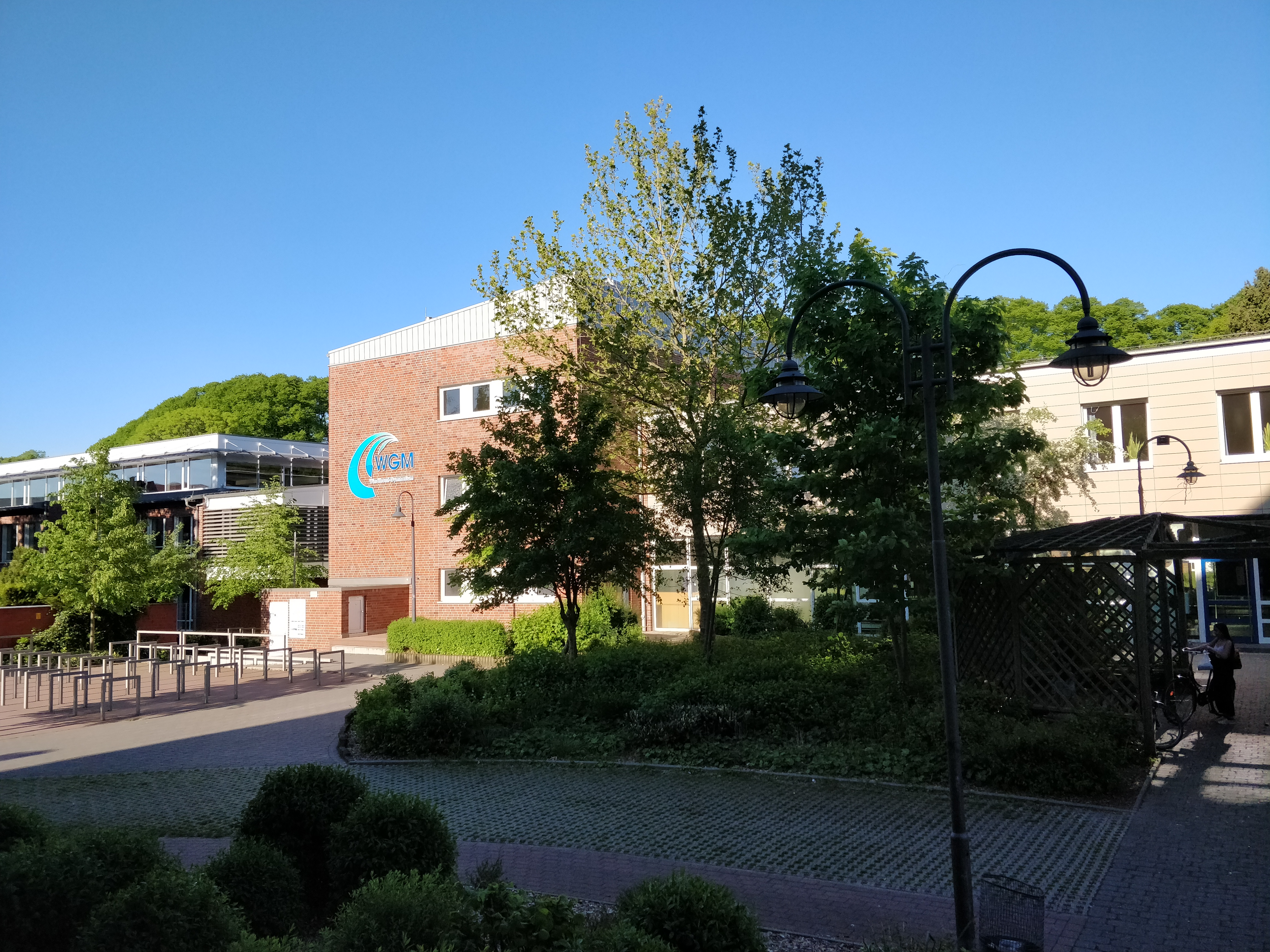
Gebäude F für Naturwissenschaften, dazwischen der Jesuitengang mit der Überführung zum E-Gebäude
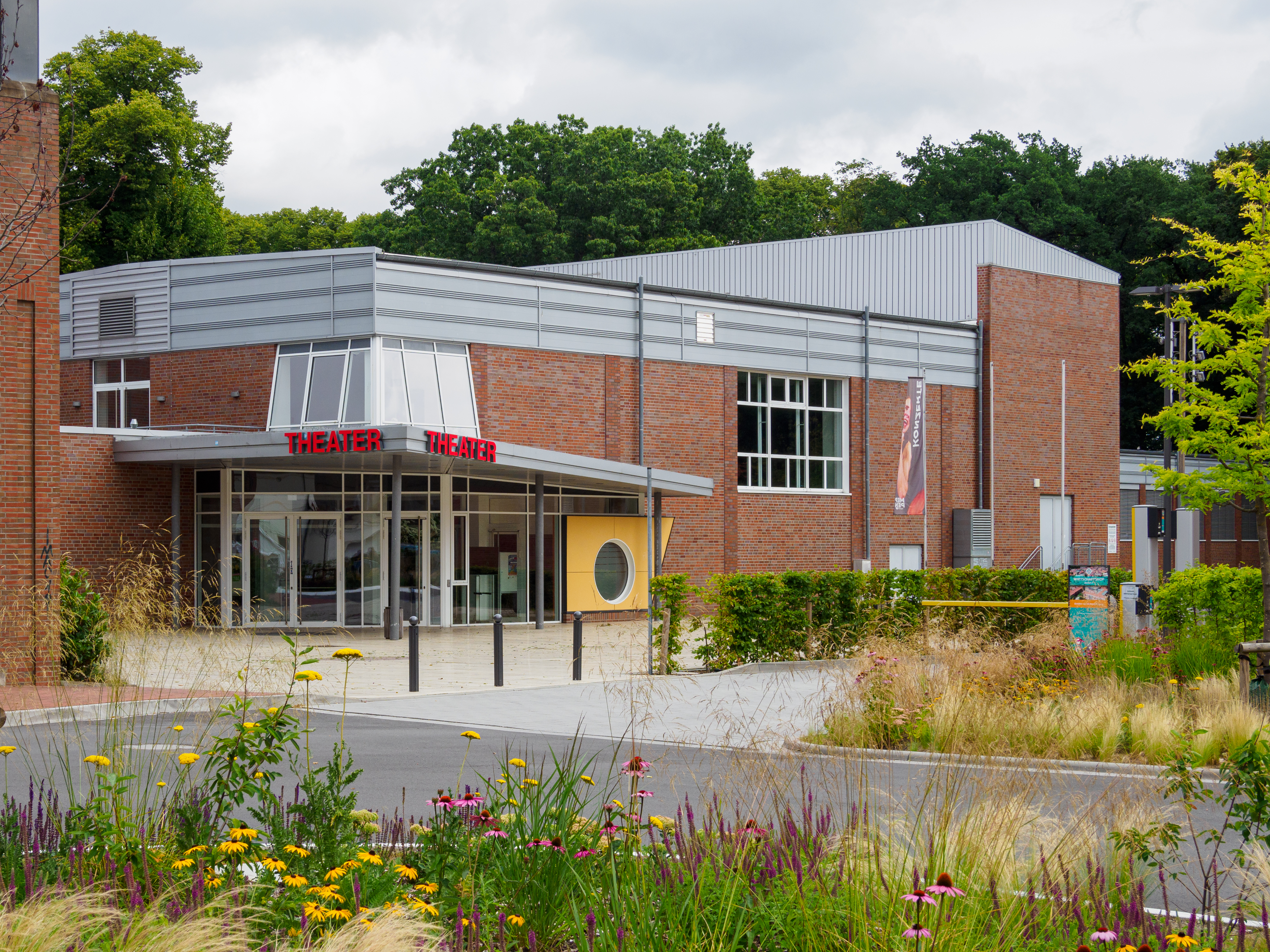
WGM-Aula und Theater Meppen
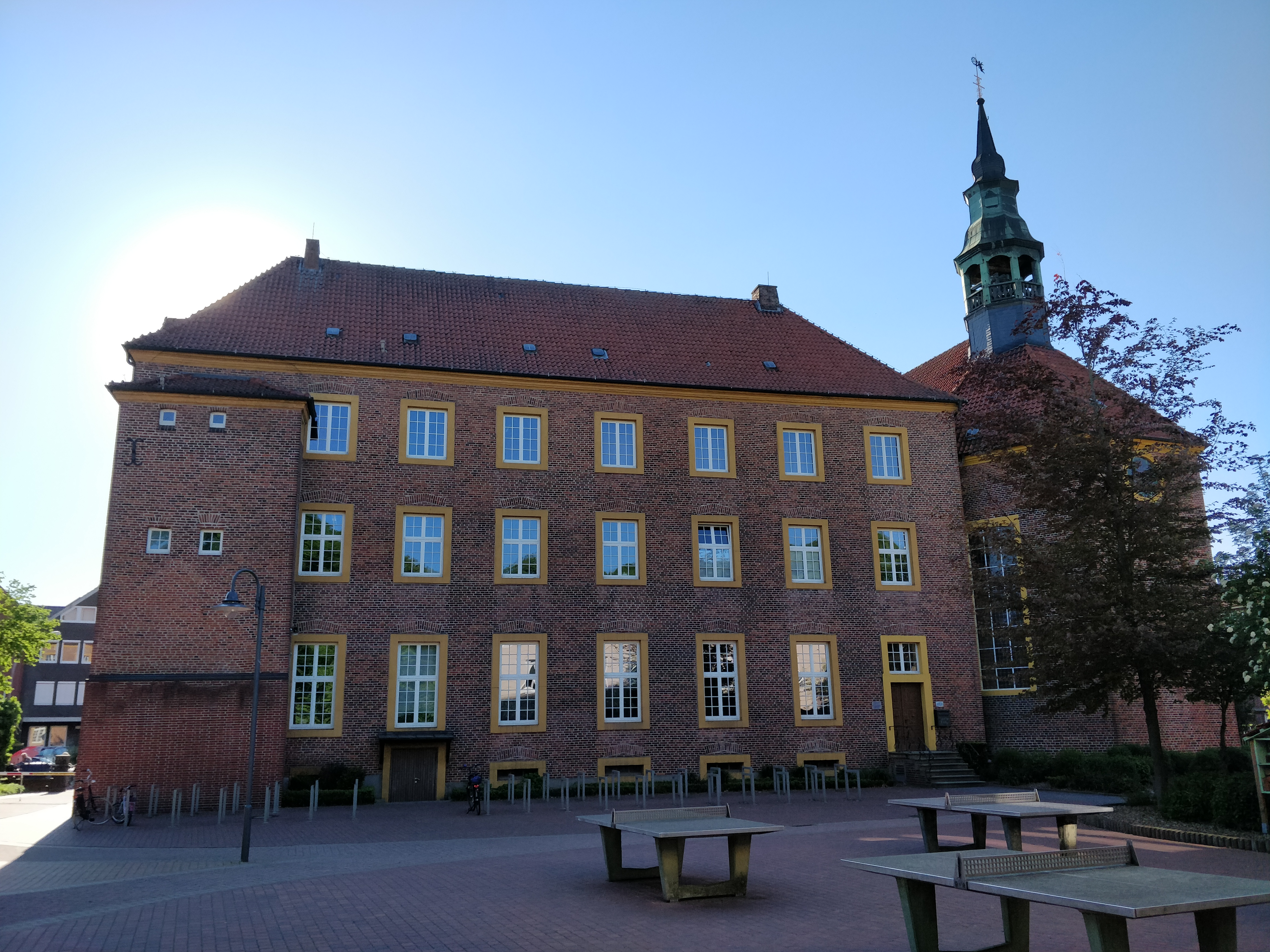
Rückseite der Residenz und der Gymnasialkirche